# Péter Gothár
Péter Gothár (Pécs, 28 agosto 1947) è un regista e sceneggiatore ungherese.
Ha diretto 23 film a partire dal 1974.
Il suo A részleg venne proiettato al Festival di Cannes 1995 nella sezione Un Certain Regard.